# Felix Rexhausen

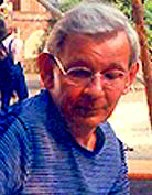
Felix Rexhausen, ca. 1984 in Hamburg

Felix Hans Rudolf Rexhausen (* 31. Dezember 1932 in Köln; † 6. Februar 1992 in Hamburg), Pseudonym Stefan David, war ein deutscher Journalist und Schriftsteller.

## Leben
Felix Rexhausen wuchs bis 1942 in Leipzig, später in Hamburg auf, wo er 1951 sein Abitur machte. Danach studierte er Volkswirtschaftslehre an der Universität zu Köln und schloss 1956 als Diplom-Volkswirt ab. Anschließend war er Assistent von Prof. Günter Schmölders. Er promovierte dort 1959 zum Doktor der Wirtschafts- und Sozialwissenschaften.
Zusammen mit Carola Stern und Gerd Ruge gründete Rexhausen am 28. Juli 1961 die Deutsche Sektion von Amnesty International und wurde zum geschäftsführenden Vorstandsmitglied und Kassenwart gewählt.
Von 1961 bis 1964 war Rexhausen als freier Redakteur beim Westdeutschen Rundfunk in Köln tätig. Mit seiner am 19. September 1963 ausgestrahlten Glosse Mit Bayern leben in der WDR-Sendereihe Auf ein Wort löste er den „ersten großen bundesdeutschen Satireskandal“ aus und erhielt trotz Rechtfertigung in der Abendschau des Bayerischen Fernsehens am 26. September 1963 beleidigende Zuschriften aus Bayern. Von 1964 bis 1966 war er Redakteur beim Kölner Stadtanzeiger und von 1966 bis 1968 beim Magazin Der Spiegel. Er schrieb auch für die Wochenzeitschrift Die Zeit.
Ab 1968 lebte Rexhausen als freier Journalist und Schriftsteller in Hamburg und war 1978 Stadtteilschreiber für Harvestehude in Hamburg. Neben seinen journalistischen Arbeiten veröffentlichte Rexhausen Romane, Satiren und Lyrik (zum Teil vertont von Wolfgang „Schobert“ Schulz und zu Gehör gebracht von Schobert & Black). Er gilt als einer der ersten namhaften deutschsprachigen Autoren, die das Thema Homosexualität (nicht zuletzt auch anhand eigener Erfahrungen) bereits während der 1960er-Jahre offen behandelten: „[…] da stillt ein Fräulein sein Säugling, und nennt den Schwulen einen Feigling […]“.

## Gedenken

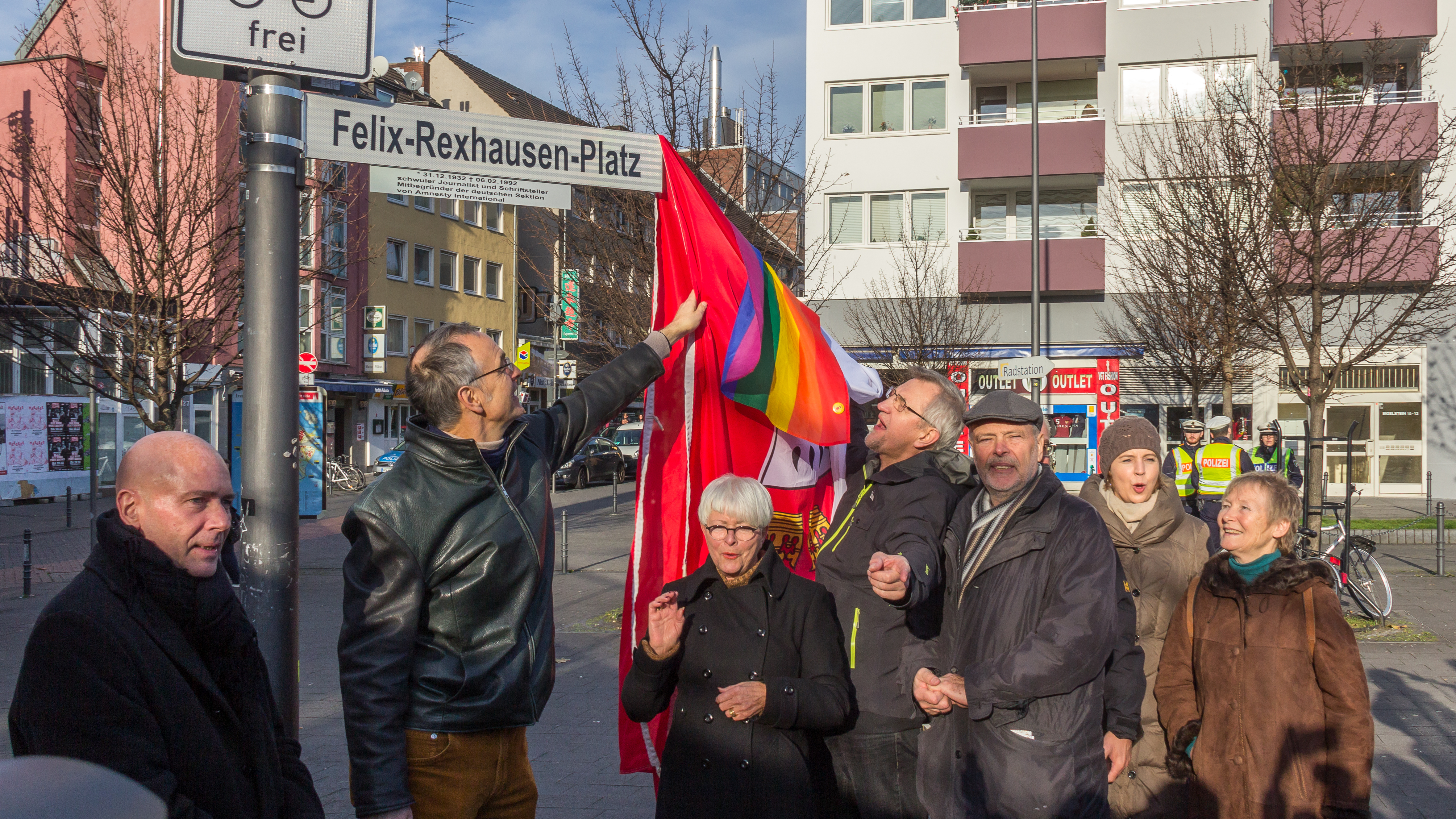
Einweihung des Felix-Rexhausen-Platzes nahe dem Kölner Hauptbahnhof am 10. Dezember 2015

Seit 1998 vergibt der Bund Lesbischer und Schwuler JournalistInnen den nach Rexhausen benannten Felix-Rexhausen-Preis.
Am 27. März 2014 beschloss die Kölner Bezirksvertretung Innenstadt nach Anregung durch den Bund Lesbischer und Schwuler JournalistInnen die Benennung eines Platzes am Kölner Hauptbahnhof nach Felix Rexhausen. Die für Mai 2015 geplante Einweihung wurde ausgesetzt, nachdem der Journalist und Theologe David Berger in einem Online-Beitrag die Meinung vertreten hatte, Rexhausen habe sich in dem Roman Berührungen aus dem Jahr 1969 positiv über Pädophilie geäußert. Der Bund Lesbischer und Schwuler JournalistInnen widersprach Bergers Darstellung. Der Grünen-Politiker Volker Beck forderte eine Untersuchung der Vorwürfe gegen Rexhausen, ohne jedoch das Buch zu kennen. Die Vorwürfe bestätigten sich jedoch nicht, so dass der Platz durch Bezirksbürgermeisters Andreas Hupke am 10. Dezember 2015 eingeweiht wurde.

## Werke
Der Literaturwissenschaftler Benedikt Wolf hat eine umfassende Bibliografie der Werke Rexhausens erstellt. Sie enthält 398 Werke von Felix Rexhausen sowie 63 Quellen mit Sekundärliteratur.

### Bücher
- Der Unternehmer und die volkswirtschaftliche Entwicklung. Duncker & Humblot, Berlin 1960, DNB 480049343, (unter demselben Titel am 27. Februar 1959 als Dissertation an der wirtschafts- und sozialwissenschaftlichen Fakultät der Universität zu Köln bei Günter Schmölders eingereicht).
- Die Finanzpublizität der Länder und Gemeinden. Duncker & Humblot (Finanzwissenschaftliche Forschungsarbeiten, Neue Folge, Heft 28), Berlin 1963, DNB 454006004.
- Mit Bayern leben. Kumm, Offenbach am Main 1963, DNB 454006012, (illustriert von Jules Stauber).  7. neubearbeitete Auflage 1969, DNB 457606967.
- Der linkische und der Weg zum Rechts-Staat oder Wer zersetzt hier was? Pahl-Rugenstein, Köln 1965, DNB 364528672.
- Mit deutscher Tinte. Bärmeier & Nikel, Frankfurt am Main 1965, DNB 454006039, (illustriert von Hans de Haëm). (Auch: Deutschland deine Redner. Bundesrepublikanische Ansprachen – notiert von Felix Rexhausen,. LP bei Telefunken-Decca, 1966, DNB 578124785).
- Lavendelschwert. Bärmeier & Nikel, Frankfurt a. M. 1966, DNB 457930691.
- Gedichte an Bülbül. Eremiten-Presse, Stierstadt im Taunus 1968, DNB 457930675, (illustriert von Bernard Jäger).
- Die Sache. Bärmeier & Nikel, Frankfurt a. M. 1968, DNB 457930713.
- Berührungen, (als Stefan David, spätere Ausgaben unter seinem Namen). Olympia-Press, Darmstadt 1969, DNB 456317007.
- Seelenadel. Beck  Zweibrücken 1969, DNB 457930748, (illustriert von Axel Hertenstein).
- Von großen Deutschen. Eremiten-Presse, Stierstadt i. Ts. 1969,DNB 457930756, (illustriert von Walter Zimbrich).
- Germania unter der Gürtellinie. Satiren. Scherz, Bern u. a. 1970, DNB 457930683.
- Spukspaßspitzen. Harlekinpresse, Pforzheim 1970, DNB 740638025, (illustriert von Axel Hertenstein).
- Wie es so geht. Gutenachtgeschichten. Eremiten-Presse, Düsseldorf 1974, DNB 740520547, (illustriert von Wolfgang Zeiszner).
- So und so. Braun, Leverkusen 1976, DNB 770010571.
- In Harvestehude. Aufzeichnungen eines Hamburger Stadtteilschreibers. M+K Hansa, Hamburg 1979 ISBN 978-3-92061-026-9.
- Die Lavendeltreppe, verschwiegene Lyrik der Völker (übersetzt). Eremiten-Presse, Düsseldorf 1979, ISBN 978-3-87365-135-7, (illustriert von Klaus Endrikat).
- Über Wahlkampf. Bucher (Edition Baumann), Luzern u. a. 1980, ISBN 978-3-7658-0324-6.
- Beste Fahrt! Moby-Dick, Ottersberg 1981, ISBN 978-3-922843-06-1, (illustriert von Lutz Tausendfreund).
- Gesammelte Werke. Rosa Winkel, Berlin.
  - Band 1: Die Märchenklappe. Allerlei Zwischenmännlichkeiten – Geschichten, Mären, Reime. 1982, ISBN 978-3-921495-75-9, (ein weiterer Band ist nicht erschienen).
- Der heutige Homosexuelle und Weihnachten. Frühlings-Erwachen, Kiel 1987, ISBN 978-3-925393-18-1.
- Die deutsche Weihnacht. Droemer Knaur, München 1989, ISBN 978-3-426-02774-5.
- Zaunwerk. Szenen aus dem Gesträuch. Aus dem Nachlass herausgegeben von Benedikt Wolf. Männerschwarm, Berlin 2021, ISBN 978-3-86300-079-0, (Typoskript 1964 fertiggestellt, 2022 als Hörbuch erschienen, gelesen von Klaus Nierhoff.[20])

### Theaterstücke
- Dem Neuen ist Seife egal, eine Komödie, uraufgeführt am 14. November 1970 in den Kammerspielen Lübeck. (Regie: Karl Vibach).
- Dreiecke – Vorführung von drei Stückwünschen, eine Spielschau.
- … dann mal wieder rechts, eine Revue, uraufgeführt am 15. Mai 1979 im Wuppertaler Schauspielhaus. (Regie: Helmut Baumann, Musik: Dirk Schortemeier).

### Musik
- Auf ihrer LP Mein einziger Freund singen Schobert und Black das Lied Aller Scheinheiligen mit einem Text von Rexhausen. Für die zweite LP ihres Doppelalbums Das ganze Jahr! verfasste er die Texte aller 14 Lieder. Die Musik schrieb jeweils Wolfgang „Schobert“ Schulz.

### Übersetzungen
- Amilcare Puviani: Die Illusionen in der öffentlichen Finanzwirtschaft, (italienischer Originaltitel: Teoria dellʼillusione finanziara), Duncker & Humblot, Berlin 1960, DNB 453880010, (übersetzt mit Marianne Hartmann)